# Храпач, Никита Исаакович
Храпач Никита Исаакович (1908, Зеньковский уезд Полтавской губернии  — октябрь 1970) — Герой Социалистического Труда (1947).

## Биография
До войны возглавлял колхоз «Труд бедняка» в селе Храпачов Яр, что длительное время был единственным в Грунском районе. Участник Великой Отечественной войны (участвовал в боях под Ленинградом). С 1944 года возглавил малопавловский колхоз «Общий труд».
Площадь в 70 га была вскопана вручную, на ней засеян и собран урожай под руководством Никиты Исааковича. В 1947 году колхоз собрал по 22 центнера зерновых, а ржи по 30,2 ц с каждого гектара посева на площади 40 га.
Затем — председатель колхоза «Спильна праця» Груньского района Сумской области.

## Награды
Ордена Славы